# Lotta libera ai Giochi della XVIII Olimpiade - Pesi medi
La competizione della categoria pesi medi (fino a 87 kg) di lotta libera dei Giochi della XVIII Olimpiade si è svolta dall'11 al 14 ottobre 1964 alla Arena Nippon Budokan a Tokyo.

## Formato
Ad ogni incontro venivano assegnate le seguenti penalità:
- 0 = Al vincitore per schienata
- 1 = Al vincitore ai punti
- 2 = In caso di pareggio
- 3 = Allo sconfitto ai punti
- 4 = Allo sconfitto per schienata

Con sei penalità o più il lottatore veniva eliminato.

## Risultati
| Legenda                                  | Legenda |
| ---------------------------------------- | ------- |
| Lottatore con 6 penalità o più Eliminato |         |

### 1º Turno
Si è disputato il 11 ottobre
| Vincitore              | Pen. | Risultato  | Sconfitto        | Pen. |
| ---------------------- | ---- | ---------- | ---------------- | ---- |
| Tatsuo Sasaki          | 1    | Ai Punti   | Günther Bauch    | 3    |
| Mansour Mahdizadeh     | 1    | Ai Punti   | Géza Hollósi     | 3    |
| Muhammad Faiz          | 0    | Schienata  | Alfonso González | 4    |
| Hasan Güngör           | 0    | Schienata  | Gang Du-Man      | 4    |
| Rudolf Kobelt          | 0    | Schienata  | Jit Singh        | 4    |
| Shota Lomidze          | 2    | = Parità = | Prodan Gardžev   | 2    |
| Dan Brand              | 0    | Schienata  | Theunis van Wyk  | 4    |
| Khorloogiin Bayanmönkh | 1    | Ai Punti   | Fernando García  | 3    |

### 2º Turno
Si è disputato il 12 ottobre
| Vincitore      | Pen. | Risultato  | Sconfitto              | Pen. |
| -------------- | ---- | ---------- | ---------------------- | ---- |
| Günther Bauch  | 4    | Ai Punti   | Fernando García        | 6    |
| Tatsuo Sasaki  | 1    | Schienata  | Khorloogiin Bayanmönkh | 5    |
| Géza Hollósi   | 3    | Schienata  | Theunis van Wyk        | 8    |
| Dan Brand      | 2    | = Parità = | Mansour Mahdizadeh     | 3    |
| Hasan Güngör   | 0    | Schienata  | Alfonso González       | 8    |
| Muhammad Faiz  | 2    | = Parità = | Gang Du-Man            | 6    |
| Shota Lomidze  | 3    | Ai Punti   | Rudolf Kobelt          | 3    |
| Prodan Gardžev | 2    | Schienata  | Jit Singh              | 8    |

### 3º Turno
Si è disputato il 13 ottobre
| Vincitore          | Pen. | Risultato | Sconfitto              | Pen. |
| ------------------ | ---- | --------- | ---------------------- | ---- |
| Günther Bauch      | 5    | Ai Punti  | Khorloogiin Bayanmönkh | 8    |
| Dan Brand          | 3    | Ai Punti  | Tatsuo Sasaki          | 4    |
| Géza Hollósi       | 4    | Ai Punti  | Muhammad Faiz          | 5    |
| Mansour Mahdizadeh | 4    | Ai Punti  | Rudolf Kobelt          | 6    |
| Hasan Güngör       | 1    | Ai Punti  | Shota Lomidze          | 6    |
| Prodan Gardžev     | 2    | Esentato  |                        |      |

### 4º Turno
Si è disputato il 14 ottobre
| Vincitore          | Pen. | Risultato  | Sconfitto     | Pen. |
| ------------------ | ---- | ---------- | ------------- | ---- |
| Prodan Gardžev     | 2    | Schienata  | Günther Bauch | 9    |
| Tatsuo Sasaki      | 6    | = Parità = | Géza Hollósi  | 6    |
| Dan Brand          | 3    | Schienata  | Muhammad Faiz | 9    |
| Mansour Mahdizadeh | 5    | Ai Punti   | Hasan Güngör  | 4    |

### 5º Turno
Si è disputato il 14 ottobre
| Vincitore          | Pen. | Risultato | Sconfitto      | Pen. |
| ------------------ | ---- | --------- | -------------- | ---- |
| Mansour Mahdizadeh | 6    | Ai Punti  | Prodan Gardžev | 5    |
| Hasan Güngör       | 5    | Ai Punti  | Dan Brand      | 6    |

### Finale
| Vincitore      | Pen. | Risultato  | Sconfitto    | Pen. |
| -------------- | ---- | ---------- | ------------ | ---- |
| Prodan Gardžev |      | = Parità = | Hasan Güngör |      |

## Classifica finale
| Pos.    | Atleta                 | Nazione                 |
| ------- | ---------------------- | ----------------------- |
| Oro     | Prodan Gardžev         | Bulgaria                |
| Argento | Hasan Güngör           | Turchia                 |
| Bronzo  | Dan Brand              | Stati Uniti             |
| 4       | Mansour Mahdizadeh     | Iran                    |
| 5       | Géza Hollósi           | Ungheria                |
| 5       | Tatsuo Sasaki          | Giappone                |
| 7       | Günther Bauch          | Germania                |
| 7       | Muhammad Faiz          | Pakistan                |
| 9       | Rudolf Kobelt          | Svizzera                |
| 9       | Shota Lomidze          | Unione Sovietica        |
| 11      | Khorloogiin Bayanmönkh | Mongolia                |
| 12      | Gang Du-Man            | Corea del Sud           |
| 12      | Fernando García        | Filippine               |
| 14      | Jit Singh              | India                   |
| 14      | Theunis van Wyk        | Rhodesia Settentrionale |
| 14      | Alfonso González       | Panama                  |